# Labrundinia johannseni
Labrundinia johannseni is een muggensoort uit de familie van de dansmuggen (Chironomidae). De wetenschappelijke naam van de soort is voor het eerst geldig gepubliceerd in 1966 door Beck and Beck.